# Maria Michalska
Maria Michalska (ur. 3 lipca 1923 w Krakowie, zm. 29 sierpnia 2020) – polska chemiczka, prof. dr hab.

## Życiorys
W czasie II wojny światowej wzięła udział w powstaniu warszawskim. W 1958 uzyskała stopień kandydata nauk chemicznych, następnie w 1969 habilitację. W 1982 nadano jej tytuł profesora nadzwyczajnego, a w 1992 tytuł profesora zwyczajnego. Była stypendystką fundacji Rockefellera. 
Zmarła 29 sierpnia 2020. 

## Odznaczenia i wyróżnienia
- Nagroda Ministra Zdrowia[1]
- Nagroda Polskiej Akademii Nauk[1]
- Nagroda Rektora AM w Łodzi[1]
- Krzyż Kawalerski Orderu Odrodzenia Polski[1]
- Medal 50-lecia Akademii Medycznej w Łodzi[1]
- Złoty Krzyż Zasługi[1]